# Rebecca Loos

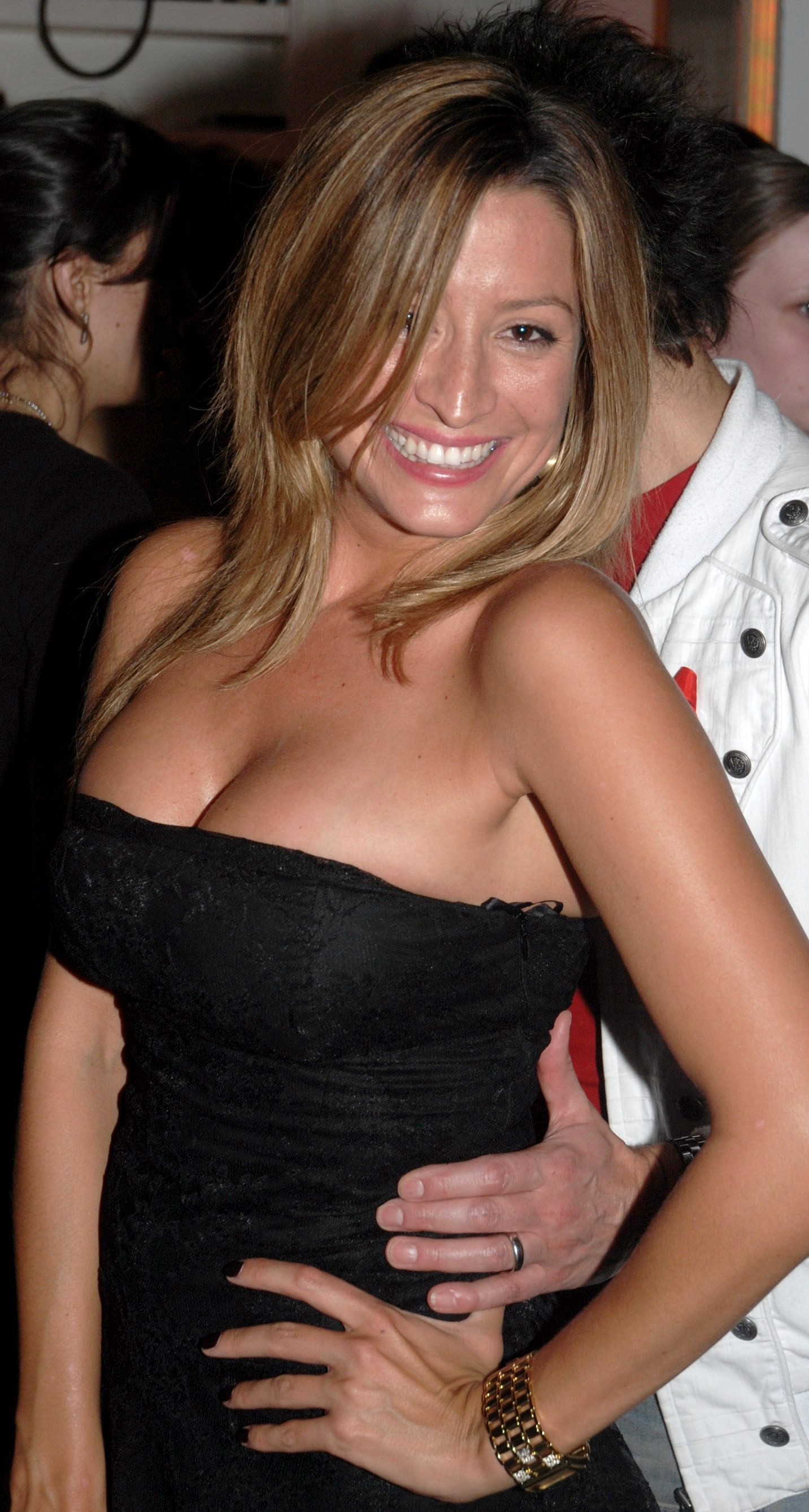
Rebecca Loos op een feestje (2006)

Rebecca Loos (Madrid, 19 juni 1977) is een in Spanje geboren model en mediapersoonlijkheid met de Nederlandse nationaliteit. Zij was de persoonlijk assistente van de Engelse voetballer David Beckham.

## Levensloop
Loos is de dochter van een in Nederland geboren diplomaat en een uit Engeland afkomstige moeder. Ze volgde onderwijs aan een Britse particuliere school in Madrid en werkte aldaar bij een Amerikaanse zakenbank. Nadat voetballer David Beckham aan Real Madrid was verkocht, werd Loos zijn persoonlijk assistente. In april 2004 beweerde zij een affaire met hem te hebben gehad terwijl Beckhams echtgenote Victoria in Engeland verbleef om zich te richten op haar muziekcarrière. Volgens Loos voelde Beckham zich eenzaam en zocht hij gezelschap bij haar.
De zaak leverde Loos een aantal gastrolletjes op in diverse Nederlandse en Engelse televisieprogramma's. Zo presenteerde ze in 2004 het programma Shownieuws op SBS6 naast Gerard Joling.
In oktober 2004 verscheen Loos op de Britse televisiezender Channel 5 in het door Endemol geproduceerde The Farm. Hierin moest zij onder meer een varken bevredigen om in een fles het sperma op te vangen. De uitzending was omstreden en de Britse tabloids berichtten massaal over de verrichtingen van Loos op de televisie. De tv-zender verweerde zich met de stelling dat het bevredigen van dieren in de fokkerij een normale gang van zaken was.
In 2005 "trouwde" Loos ten behoeve van een televisieprogramma met het Japans-Amerikaanse kledingmodel Jenny Shimizu uit protest tegen de Amerikaanse wetgeving rond het homohuwelijk. Loos profileert zich als openlijk biseksueel. Zij verscheen in diverse mannenbladen, onder meer op de omslag van de Nederlandse Playboy van januari 2006.

## Trivia
- Op 17 juli 2009 werd Loos' eerste kind geboren, een zoon. De vader is een Noorse arts.[6]

## Filmografie
- 2005 - Dream Team, als Naomi Wyatt (verscheidene afleveringen)
- 2009 - Mijn vader is een detective: Het geheimzinnige forteiland, als Irwana